# La Chapelle-Saint-Aubert
La Chapelle-Saint-Aubert (bretonisch: Chapel-Sant-Alverzh; Gallo: La Chapèll-Saent-Aubèrt) ist eine französische Gemeinde mit 468 Einwohnern (Stand: 1. Januar 2022) im Département Ille-et-Vilaine in der Region Bretagne; sie gehört zum Arrondissement Fougères-Vitré und zum Kanton Fougères-1. Die Einwohner werden Chapelois genannt.

## Geographie
Die Gemeinde La Chapelle-Saint-Aubert liegt etwa neun Kilometer westsüdwestlich von Fougères. Der Couesnon begrenzt die Gemeinde im Süden. Umgeben wird La Chapelle-Saint-Aubert von den Nachbargemeinden Saint-Sauveur-des-Landes im Norden, Romagné im Nordosten und Osten, Billé im Südosten sowie Rives-du-Couesnon im Süden und Westen.

## Bevölkerungsentwicklung
| Jahr                       | 1962 | 1968 | 1975 | 1982 | 1990 | 1999 | 2006 | 2013 | 2020 |
| Einwohner                  | 379  | 399  | 352  | 377  | 387  | 359  | 399  | 426  | 455  |
| Quellen: Cassini und INSEE |      |      |      |      |      |      |      |      |      |

## Sehenswürdigkeiten

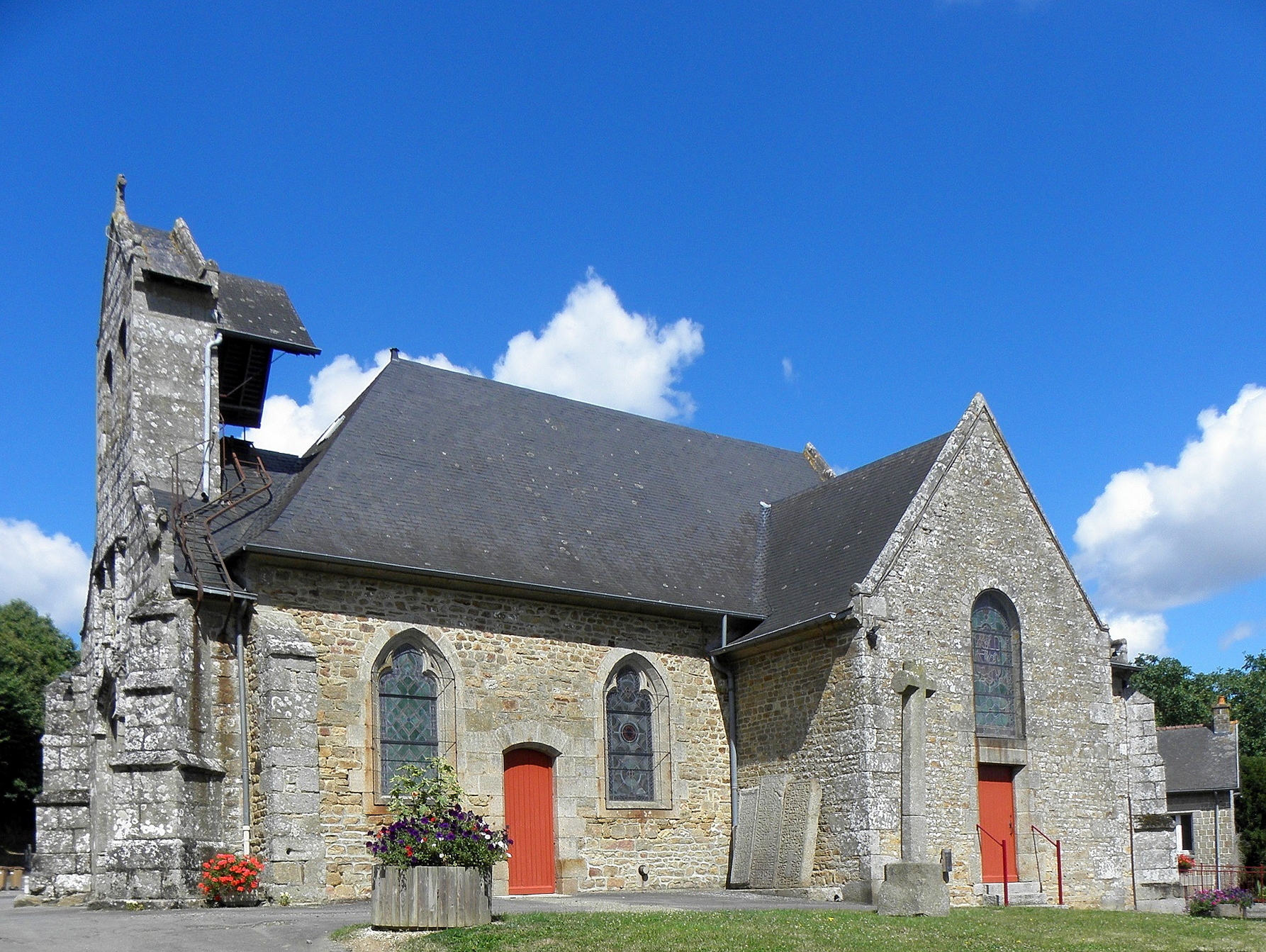
Kirche Saint-Aubert
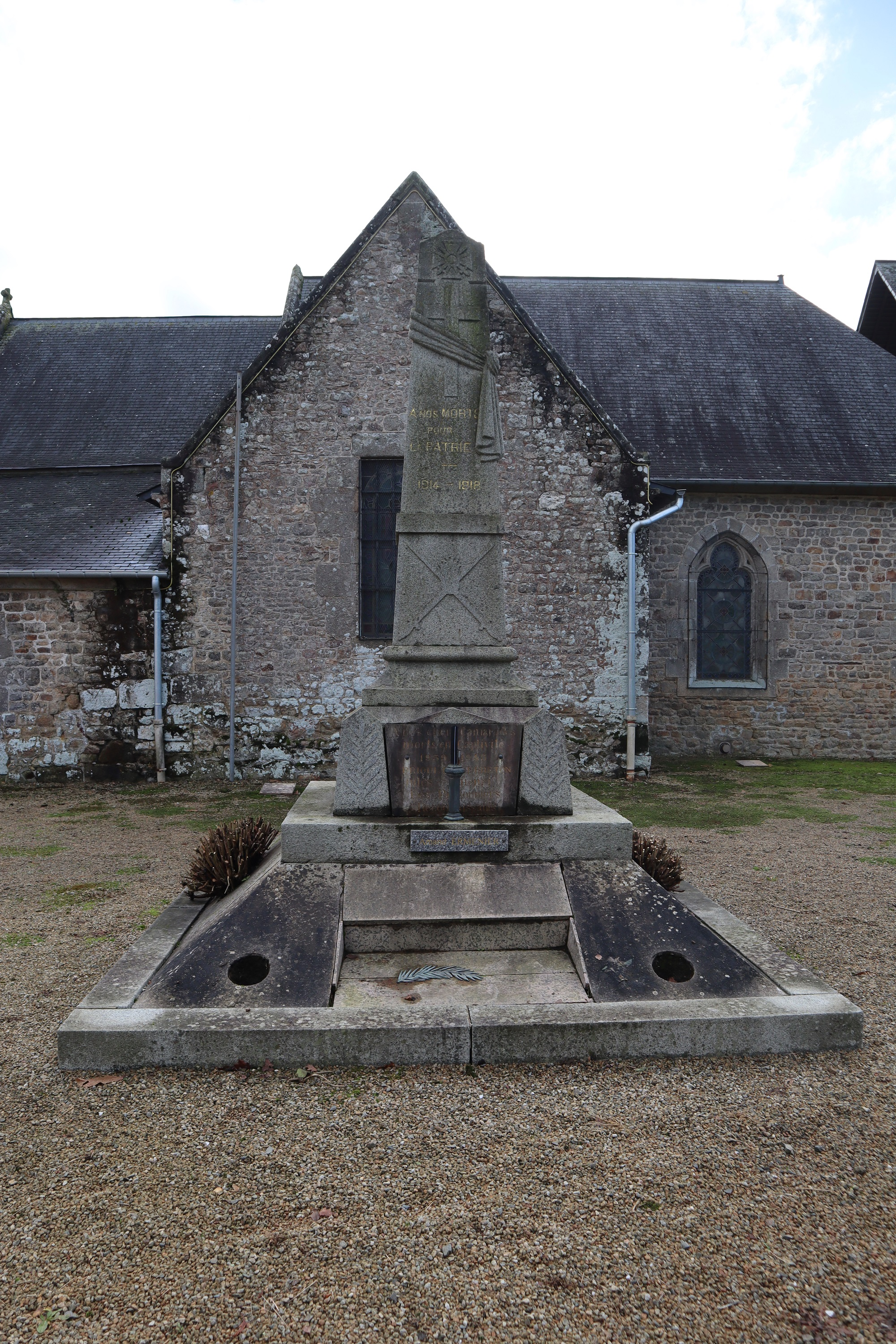
Gefallenendenkmal

- Kirche Saint-Aubert
- Gefallenendenkmal